# Silene (miejscowość)
Silene (hist. Borówka) − miejscowość na Łotwie, w novadsie Górna Dźwina. Do 2009 roku osada należała administracyjnie do rejonu dyneburskiego. Położona 10 km na południowy wschód od Skrudelina, zamieszkana przez 821 ludzi.
Osada rozwinęła się w XIX wieku jako punkt odpoczynku na trasie Brasław−Dyneburg. W latach 1919−1920 przejściowo w Polsce, w powiecie brasławskim okręgu wileńskiego jako siedzibagminy Borów. W lipcu 1920 roku obszar gminy Borów (oraz pięciu innych sąsiednich gmin o łącznej powierzchni 1,5 tys. km²) został zajęty przez Łotyszy i wcielony do Łotwy.
W 1925 roku wieś Borów otrzymała status osiedla, a w 1932 roku władze łotewskie zmieniły nazwę Borovka na Silene.
Podczas okupacji hitlerowskiej, w lipcu roku Niemcy utworzyli getto dla żydowskich mieszkańców. Przebywało w nim około 300 osób. W sierpniu 1941 roku Niemcy zlikwidowali getto, a Żydów zamordowano nad jeziorem Smilga. Sprawcami zbrodni byli łotewski oddział „samoobrony”. 